# طوني قطان
طوني قطان مطرب وملحن وموزع موسيقي أردني من أصل فلسطيني من بلدة بيت جالا، ولد في 11 آب 1985 في مدينة القدس، موهبته الموسيقية ولدت معه، حيث أنه في سن الثامنة، بدأ بتعلم آلة الجيتار بالإضافة إلى آلة البيانو، وبعد أن درس التلحين وأتقنه، بدأ بدراسة الغناء الشرقي والغربي، كما أنه حاصل على شهادة البكالوريوس في إدارة الأعمال من جامعة العلوم التطبيقية في عمان.
يعتبر طوني قطان الفنان الأردني الأول الذي انتشر على المستوى العربي دون الاشتراك ببرامج الهواة، كما ويعتبر أول من أنتج أغاني خاصة به وصورها بطريقة الفيديو كليب، حيث أصبح بعد ذلك قدوة لكثير من الفنانين في الأردن الذين تشجعوا على إنتاج أغاني خاصة بهم بعدما كانوا يقتصرون على غناء الأغاني الوطنية أو تجديد الأغاني القديمة.

## بداياته
ولد طوني قطان في عائلة متوسطة، وبالرغم من ان والده يعمل مهندساً مدنياً الا انه كان مهتماً بالموسيقى بشكل كبير، وقد اهتم بموهبة طوني الفنية منذ صغره، حيث كان يجلب له اساتذة متخصصين بالغناء والعزف، فتعلم طوني منذ طفولته العزف على آلة العود ثم انتقل إلى تعلم آلة الجيتار والبيانو بالإضافة إلى دراسة غناء الموشحات الأندلسية والأغاني الكلاسيكية القديمة على يد اساتذة محترفين.
التحق طوني قطان بجامعة العلوم التطبيقية في عمان عام 2003 حيث كان يريد دراسة الهندسة المدنية كوالده، الا انه وخلال السنة الأولى من دراسته الجامعية التقى بالشاعر عمر ساري والموزع الموسيقي خالد مصطفى، حيث تعاون معهما في إنتاج أغاني خاصة به ومن هنا بدأ مشوار الاحتراف، كما وقام بتغيير تخصصه الدراسي وحصل على بكالوريوس في إدارة الأعمال بدلاً من الهندسة.

## أعماله الفنية
احترف طوني قطان الغناء عام 2005 حيث قدم عدد من الأعمال الفنية الغنائية:
- في 2005

اصدر أغنية منفردة بعنوان (عودتني سهر الليالي) من كلمات بلال الصري وألحان طوني قطان توزيع خالد خوالدة وتم تصويرها فيديو كليب مع المخرج بلال الصري في منطقة جبل اللويبدة في الأردن.
- في 2006

اصدر اغنيتين منفردتين:
(من دونك) من كلمات والحان طوني قطان توزيع خالد مصطفى وتم تصويرها في منطقة بلونة وفي فندق أكوامرينا في طبرجا شمال بيروت مع المخرج هاني خشفة.
(عيوني سهرانة) من كلمات شادي فرح وألحان الملحن اليوناني فيبوس وتوزيع روجيه أبي عقل وتم تصويرها مع المخرج هاني خشفة في منطقة الشوف في لبنان.
- في 2007

اصدر أغنية مصورة بعنوان (إبعد وروح) من كلمات والحان بلال الصري وتوزيع وسام غزاوي وتم تصويرها في مرآب للباصات القديمة في بيروت لبنان.
- في 2008

أصدر ألبومه الغنائي الأول من إنتاج راديو فن وشركة مزيكا وعالم الفن في شهر نيسان/أبريل بعنوان «ملكش زي» يحتوي على 10 أغنيات تعاون فيه على صعيد الكلمات مع الشاعر عمر ساري وبلال الصري وأبو زيد حسن وبعض الأغنيات كانت من كلمات طوني نفسه أما الألحان فكانت جميعها لطوني قطان والتوزيع الموسيقي لخالد مصطفى وخالد خوالدة وقد تم تصوير أغنية (ملكش زي) على طريقة الفيديو كليب مع المخرج جاد صوايا في منطقة البترون بلبنان.
أغاني البوم ملكش زي على الترتيب:
- ملكش زي.
- ما بقتش ليك.
- فين الملاك.
- بيصعب عليا.
- سافري.
- هالعمر.
- عشانك إنت.
- لاتزيد.
- أول دمعة.
- ما بقتش ليك موسيقي

كما وأصدر في شهر أكتوبر من نفس العام أغنية منفردة بعنوان «أحلف يمين الله» وهي من كلمات الشاعر عمر ساري وألحان وتوزيع طوني قطان.
- في 2009

قدم طوني قطان أغنية بعنوان «راح ترجع فلسطين» والتي كتبها ولحنها قطان في كانون الثاني 2009.
في شهر حزيران من نفس العام اختير ليلحن ويغني أغنية بعنوان «أهل الهمة» وهي الأغنية الرسمية لمبادرة جلالة ملكة الأردن رانيا العبد الله التي جائت بمناسبة مرور 10 سنوات على تولي جلالة الملك عبد الله الثاني بن الحسين سلطاته الدستورية، وذلك بمشاركة الفنان الأردني عمر العبدللات.
- في 2010

أطلق أغنية منفردة في شهر مارس بعنوان «مغروم» من كلماته والحانة وتوزيع موسيقي هيثم قعوار، وتم تصويرها على طريقة الفيديو كليب بإدارة المخرج اللبناني مارك كرم.
كما وأصدر أغنية منفردة في أكتوبر من نفس العام بعنوان «روحي وروحك» من كلمات والحان وتوزيع وائل الشرقاوي.
- في 2011

أصدر أغنية منفردة بعنوان «لو مكتوب عليا» من كلماته والحانة وتوزيعه، وهي أغنية تتحدث عن معاناته مع المرض وتعبر عن حالة نفسية كان يمر بها في بداية معرفته بمرضه.
- في 2012

أصدر أغنية منفردة في فبراير بعنوان «أفا يا غالي» وهي أغنية باللهجة الخليجية من كلمات الشاعر عمر ساري والحان وتوزيع قطان نفسه.
كما وأصدر أغنية منفردة في ايار من نفس العام بعنوان «عالوعد» وهي من كلمات والحان وتوزيع وائل الشرقاوي.
أصدر أغنية منفردة في تموز من نفس العام بعنوان «قهوتكو مشروبة» وهي أغنية باللهجة الأردنية من كلمات والحان وتوزيع علي خير.
- في 2013

اصدر في فبراير فيديو كليب لاغنيته الشهيرة «افا يا غالي» والتي صورها في عمان تحت إدارة المخرج روحي لطفي.
كما وأصدر في شهر ايار من نفس العام أغنية منفردة بعنوان «عينها عليا» من كلمات عبد الرحمن عاصم والحان كريم عاشور وتوزيع منسي والتي تم تنفيذها في القاهرة.
- في 2015

اصدر أغنية منفردة في يناير بعنوان «بعشقك صدقني» من كلمات أريج ضو والحان سليم سلامة وتوزيع روجي خوري، وتم تسجيلها في لبنان.
اصدر أغنية منفردة في أبريل من نفس العام بعنوان «البلاد طلبت اهلها» من كلماته والحانة وتوزيع هيثم قعوار.
اصدر أغنية بعنوان «بس بس» والتي لاقت نجاحاً واسعاً جداً، وذلك في أواخر يوليو من نفس العام، الأغنية من كلمات والحان وتوزيع طوني قطان نفسه، وتم تسجيلها في استوديوهات قعوار.
اصدر أغنية منفردة بعنوان «صرتي حلالي» من كلمات والحان وتوزيع وائل الشرقاوي والتي حصدت أكثر من 20 مليون مشاهدة على موقع يويتيوب.
اصدر في نهاية عام 2015 أغنية بعنوان «آه يا ويلي» من كلمات عمر ساري والحان طوني قطان نفسه وتوزيع سيف.
- في 2016

اصدر في بداية عام 2016 أغنية بعنوان «الله يرحم» من كلمات عمر ساري والحان طوني قطان وتوزيع أحمد رامي.
اصدر في فبراير عام 2016 أغنية بعنوان «انتي انتي» من كلمات والحان سليمان عبود ومن توزيع منير جعفر.
اصدر في اذار عام 2016 أغنية «شلتك من حياتي» من كلماته والحانة وتوزيعه.
- في 2017

اصدر أغنية «دنيا ما تسوى» من كلمات والحان محمد شعث ومن توزيع يوسف بلتاجي واخراج حمودة سعادة.
اصدر في عام 2017 فيديو كليب جديد لأغنية «يا عيب العيب» من كلمات والالحان وتوزيع وائل الشرقاوي وصوره بالتعاون مع المخرج عبد الرحمن عيسى.
اصدر أغنية «يلي بتحب النعنع» التي حققت نجاح ساحق حيث حصدت أكثر من 100 مليون مشاهدة على موقع يوتيوب.
اصدر أغنية منفردة بعنوان «طل القمر» من كلمات عمر ساري والحان طوني قطان وتوزيع موسيقي محمد القيسي والتي حصدت أكثر من 20 مليون مشاهدة على موقع يوتيوب.
- في 2018:

أصدر أغنية "مستحيل" من كلمات عامر لاوند وألحان سليم سلامة، وتم تصويرها فيديو كليب مع المخرج عبد الرحمن عيسى.
أطلق أغنية "ما بدي حب" من كلمات عماد عيسى وألحان عمر الخير، وصُورت مع المخرج عبد الرحمن عيسى.
طرح أغنية "راحوا" من كلمات عمر ساري وألحان طوني قطان، وتوزيع سيف الدين منير.
- في 2019:

أصدر أغنية "كونيلي الموسيقى" من كلمات عمر ساري وألحان محمد بشار، وتوزيع رامي رئيس، وصُورت مع المخرج عبد الرحمن عيسى.
أطلق ديو "هذا قلبي" مع بيسان إسماعيل، من كلمات محمد الجبوري وألحان حيدر كيتارا، وتوزيع حيدر كيتارا، وصُورت مع المخرج عبد الرحمن عيسى.
طرح أغنية "عمال تحلو" من كلمات وألحان عزيز الشافعي، وتوزيع طوني قطان.
- في 2020:

أصدر أغنية "واحد اتنين" من كلمات رياض العلي وألحان محمد عيسى، وتوزيع طوني قطان.
- في 2021:

أطلق أغنية "بنت بلادي" من كلمات وألحان وتوزيع وائل الشرقاوي، وتم تصويرها فيديو كليب مع المخرج عبد الرحمن عيسى.
طرح أغنية "حبنا دولة" من كلمات بشار حوامدة وألحان محمد بشار، وتوزيع خالد مصطفى، وصُورت مع المخرج عبد الرحمن عيسى.
أصدر أغنية "نسيني وغاب" من كلمات إبراهيم محمد وألحان وتوزيع طوني قطان، وصُورت مع المخرج عبد الرحمن عيسى.
- في 2022:

أطلق ديو "بدنا نقلبها قلق" مع مهند خلف، من كلمات ياسر حمد وألحان طوني قطان ومهند خلف، وتوزيع طوني قطان، وصُورت مع المخرج عبد الفتاح إسماعيل.
اصدر أغنية "وينك يا حب" من كلمات والحان وتوزيع طوني قطان نفسه.
- في 2023:

طرح أغنية "جدير بالذكر" من كلمات إبراهيم محمد وألحان رامي جمال، وتوزيع طوني قطان، وصُورت مع المخرج عبد الرحمن عيسى.
- في 2024:

أصدر أغنية "خلينا واقعيين" من كلمات وألحان وتوزيع طوني قطان.
أطلق أغنية "للبيع" من كلمات عمر ساري وألحان محمد بشار، وتوزيع طوني قطان.
- في 2025:

طرح أغنية "أقوى نوع" من كلمات وألحان إيهاب روزا، وتوزيع أيهم روزا الفاعوري.
طرح اغنية "يلا نولعها" من كلمات ابراهيم محمد والحان طوني قطان وتوزيع أمين نبيل.
طرح اغنية "يا قمر" من كلمات خالد النمري والحان وتوزيع طوني قطان.
طرح اغنية "محلى بنتك يا حماتي" من كلمات خالد النمري والحان طوني قطان وتوزيع فادي الفحماوي.

### الأغاني المنفردة
| الأغنية                           | كلمات           | الحان                | توزيع          | إستديو           | العام |
| --------------------------------- | --------------- | -------------------- | -------------- | ---------------- | ----- |
| محلى بنتك يا حماتي                | خالد النمري     | طوني قطان            | فادي الفحماوي  | فادي الفحماوي    | 2025  |
| يا قمر                            | خالد النمري     | طوني قطان            | طوني قطان      | TQ MUSIC         | 2025  |
| جيراني هالله هالله                | تراث            | تراث                 | خالد العلي     | خالد العلي       | 2025  |
| يلا نولعها                        | ابراهيم محمد    | طوني قطان            | أمين نبيل      | أمين نبيل        | 2025  |
| أقوى نوع                          | ايهاب روزا      | ايهم روزا            | الفاعوري       | TQ MUSIC         | 2025  |
| خلينا واقعيين                     | طوني قطان       | طوني قطان            | طوني قطان      | TQ MUSIC         | 2024  |
| للبيع                             | عمر ساري        | محمد بشار            | طوني قطان      | TQ MUSIC         | 2024  |
| شاغل بالي                         | طوني قطان       | طوني قطان            | طوني قطان      | TQ MUSIC         | 2024  |
| زفة محلاكو                        | وائل الشرقاوي   | وائل الشرقاوي        | وائل الشرقاوي  | وائل الشرقاوي    | 2023  |
| برجلك اليمين                      | وائل الشرقاوي   | وائل الشرقاوي        | وائل الشرقاوي  | وائل الشرقاوي    | 2023  |
| جدير بالذكر                       | إبراهيم محمد    | رامي جمال            | طوني قطان      | طوني قطان        | 2023  |
| وينك يا حب                        | طوني قطان       | طوني قطان            | طوني قطان      | طوني قطان        | 2022  |
| الو يا قلبي                       | إبراهيم محمد    | طوني قطان            | طوني قطان      | طوني قطان        | 2022  |
| بدنا نقلبها قلق (ديو مع مهند خلف) | ياسر حمد        | طوني قطان & مهند خلف | طوني قطان      | طوني قطان        | 2022  |
| مش لاعب                           | إبراهيم محمد    | طوني قطان            | طوني قطان      | طوني قطان        | 2021  |
| عايش حياتي                        | طوني قطان       | طوني قطان            | طوني قطان      | طوني قطان        | 2021  |
| بنت بلادي                         | وائل الشرقاوي   | وائل الشرقاوي        | وائل الشرقاوي  | وائل الشرقاوي    | 2021  |
| حبنا دولة                         | بشار حوامدة     | محمد بشار            | خالد مصطفى     | خالد مصطفى       | 2021  |
| نسيني وغاب                        | إبراهيم محمد    | طوني قطان            | طوني قطان      | طوني قطان        | 2021  |
| واحد اتنين                        | رياض العلي      | محمد عيسى            | طوني قطان      | طوني قطان        | 2020  |
| لالي                              | رائد شطناوي     | طوني قطان            | طوني قطان      | طوني قطان        | 2019  |
| كونيلي الموسيقى                   | عمر ساري        | محمد بشار            | رامي رئيس      | The Studio       | 2019  |
| الله يسامحك                       | وائل الشرقاوي   | وائل الشرقاوي        | وائل الشرقاوي  | وائل الشرقاوي    | 2019  |
| يلا                               | طوني قطان       | طوني قطان            | طوني قطان      | طوني قطان        | 2019  |
| عمال تحلو                         | عزيز الشافعي    | عزيز الشافعي         | طوني قطان      | طوني قطان        | 2019  |
| هلا وغلا                          | عمر ساري        | محمد بشار            | طوني قطان      | طوني قطان        | 2019  |
| انا الحب                          | إبراهيم محمد    | طوني قطان            | طوني قطان      | طوني قطان        | 2019  |
| هذا قلبي (ديو مع بيسان اسماعيل)   | محمد جبوري      | حيدر كيتارا          | حيدر كيتارا    | حيدر كيتارا      | 2019  |
| اكثر وأكثر                        | محمد جبوري      | محمد الفارس          | حيدر كيتارا    | حيدر كيتارا      | 2018  |
| مستحيل                            | عامر لاوند      | سليم سلامة           | راين           | راين             | 2018  |
| ما بدي حب                         | عماد عيسى       | عمر الخير            | سيف الدين منير | Safe Productions | 2018  |
| مزبط حالي معها                    | رياض العلي      | محمد عيسى            | طوني قطان      | طوني قطان        | 2018  |
| راحوا                             | عمر ساري        | طوني قطان            | سيف الدين منير | Safe Productions | 2018  |
| كانت ثواني                        | حيدر الاسير     | همام حسن             | مصطفى باسم     | مصطفى باسم       | 2017  |
| شو ما قالوا                       | علي خير         | علي خير              | اسامة النبر    | طوني قطان        | 2017  |
| طل القمر                          | عمر ساري        | طوني قطان            | محمد القيسي    | Music Sound      | 2017  |
| يلي بتحب النعنع                   | موسى حافظ       | تراث فلسطيني         | بهاء داوود     | طوني قطان        | 2017  |
| الحب الحب                         | طوني قطان       | طوني قطان            | طوني قطان      | طوني قطان        | 2017  |
| يا عيب العيب                      | وائل الشرقاوي   | وائل الشرقاوي        | وائل الشرقاوي  | وائل الشرقاوي    | 2017  |
| دنيا ما تسوى                      | محمد شعث        | محمد شعث             | يوسف بلتاجي    | Sync Media       | 2017  |
| عصدري دقيتلك                      | خليل روزا       | طوني قطان            | احمد رامي      | استوديو صولو     | 2016. |
| شلتك من حياتي                     | طوني قطان       | طوني قطان            | طوني قطان      | طوني قطان        | 2016  |
| انتي انتي                         | سليمان عبود     | سليمان عبود          | منير جعفر      | استوديو كودا     | 2016  |
| الله يرحم                         | عمر ساري        | طوني قطان            | أحمد رامي      | استوديو صولو     | 2016  |
| آه يا ويلي                        | عمر ساري        | طوني قطان            | سيف            | استوديو صولو     | 2015  |
| صرتي حلالي                        | وائل الشرقاوي   | وائل الشرقاوي        | وائل الشرقاوي  | وائل الشرقاوي    | 2015  |
| بس بس                             | طوني قطان       | طوني قطان            | طوني قطان      | هيثم قعوار       | 2015  |
| البلاد طلبت اهلها                 | طوني قطان       | طوني قطان            | هيثم قعوار     | هيثم قعوار       | 2015  |
| بعشقك صدقني                       | أريج ضو         | سليم سلامة           | روجيه خوري     | بودي نعوم        | 2015  |
| عينها عليا                        | عبد الرحمن عاصم | كريم عاشور           | حازم منسي      | حازم منسي        | 2013  |
| قهوتكو مشروبة                     | علي خير         | علي خير              | علي خير        | أبو لغد          | 2012  |
| عالوعد                            | وائل الشرقاوي   | وائل الشرقاوي        | وائل الشرقاوي  | وائل الشرقاوي    | 2012  |
| افا يا غالي                       | عمر ساري        | طوني قطان            | طوني قطان      | هيثم قعوار       | 2012  |
| لو مكتوب                          | طوني قطان       | طوني قطان            | طوني قطان      | هيثم قعوار       | 2011  |
| روحي وروحك                        | وائل الشرقاوي   | وائل الشرقاوي        | وائل الشرقاوي  | وائل الشرقاوي    | 2010  |
| مغروم                             | طوني قطان       | طوني قطان            | هيثم قعوار     | هيثم قعوار       | 2010  |
| احلف يمين                         | عمر ساري        | طوني قطان            | طوني قطان      | احمد رامي        | 2009  |
| ابعد وروح                         | بلال الصري      | بلال الصري           | وسام غزاوي     | هادي شرارة       | 2007  |
| عيوني سهرانة                      | شادي فرح        | روجيه ابي عقل        | روجيه ابي عقل  | روجيه ابي عقل    | 2006  |
| من دونك                           | طوني قطان       | طوني قطان            | خالد مصطفى     | خالد مصطفى       | 2006  |
| عودتني                            | بلال الصري      | طوني قطان            | خالد خوالدة    | أبو لغد          | 2005  |
| بتغيب عليا                        | طوني قطان       | طوني قطان            | خالد مصطفى     | أبو لغد          | 2005  |

### الألبومات
ألبوم «ملكش زي» عام 2008
| الأغنية     | كلمات       | الحان     | توزيع       |
| ----------- | ----------- | --------- | ----------- |
| ملكش زي     | عمر ساري    | طوني قطان | خالد مصطفى  |
| ما بقتش ليك | طوني قطان   | طوني قطان | خالد خوالدة |
| فين الملاك  | بلال الصري  | طوني قطان | خالد خوالدة |
| بيصعب عليا  | طوني قطان   | طوني قطان | خالد مصطفى  |
| سافري       | بلال الصري  | طوني قطان | خالد خوالدة |
| هالعمر      | عمر ساري    | طوني قطان | خالد خوالدة |
| عشانك انت   | أبو زيد حسن | طوني قطان | خالد خوالدة |
| لا تزيد     | عمر ساري    | طوني قطان | خالد مصطفى  |
| أول دمعة    | عمر ساري    | طوني قطان | خالد مصطفى  |

### الأغاني المصورة
| الأغنية                           | كلمات         | الحان                | توزيع          | المخرج             | العام |
| --------------------------------- | ------------- | -------------------- | -------------- | ------------------ | ----- |
| جدير بالذكر                       | إبراهيم محمد  | رامي جمال            | طوني قطان      | عبد الرحمن عيسى    | 2023  |
| بدنا نقلبها قلق (ديو مع مهند خلف) | ياسر حمد      | طوني قطان & مهند خلف | طوني قطان      | عبد الفتاح إسماعيل | 2022  |
| مش لاعب                           | إبراهيم محمد  | طوني قطان            | طوني قطان      | عبد الرحمن عيسى    | 2021  |
| بنت بلادي                         | وائل الشرقاوي | وائل الشرقاوي        | وائل الشرقاوي  | عبد الرحمن عيسى    | 2021  |
| حبنا دولة                         | بشار حوامدة   | محمد بشار            | خالد مصطفى     | عبد الرحمن عيسى    | 2021  |
| نسيني وغاب                        | إبراهيم محمد  | طوني قطان            | طوني قطان      | عبد الرحمن عيسى    | 2021  |
| كونيلي الموسيقى                   | عمر ساري      | محمد بشار            | رامي رئيس      | عبد الرحمن عيسى    | 2019  |
| هذا قلبي (ديو مع بيسان اسماعيل)   | محمد الجبوري  | حيدر كيتارا          | حيدر كيتارا    | عبد الرحمن عيسى    | 2019  |
| مستحيل                            | عامر لاوند    | سليم سلامة           | راين           | عبد الرحمن عيسى    | 2018  |
| ما بدي حب                         | عماد عيسى     | عمر الخير            | سيف الدين منير | عبد الرحمن عيسى    | 2018  |
| شو ما قالوا                       | علي خير       | علي خير              | اسامة النبر    | عبد الرحمن عيسى    | 2017  |
| يا عيب العيب                      | وائل الشرقاوي | وائل الشرقاوي        | وائل الشرقاوي  | عبد الرحمن عيسى    | 2017  |
| الحب الحب                         | طوني قطان     | طوني قطان            | طوني قطان      | انس النجار         | 2017  |
| دنيا ما تسوى                      | محمد شعث      | محمد شعث             | يوسف بلتاجي    | حمودة سعادة        | 2017  |
| صرتي حلالي                        | وائل الشرقاوي | وائل الشرقاوي        | وائل الشرقاوي  | احمد باوزير        | 2015  |
| افا يا غالي                       | عمر ساري      | طوني قطان            | طوني قطان      | روحي لطفي          | 2012  |
| مغروم                             | طوني قطان     | طوني قطان            | هيثم قعوار     | مارك كرم           | 2010  |
| ملكش زي                           | عمر ساري      | طوني قطان            | خالد مصطفى     | جاد صوايا          | 2008  |
| ابعد وروح                         | بلال الصري    | بلال الصري           | وسام غزاوي     | أديب المفتي        | 2007  |
| عيوني سهرانة                      | شادي فرح      | فيبوس                | روجيه ابي عقل  | هاني خشفة          | 2006  |
| من دونك                           | طوني قطان     | طوني قطان            | خالد مصطفى     | هاني خشفة          | 2006  |
| عودتني                            | بلال الصري    | طوني قطان            | خالد خوالدة    | بلال الصري         | 2005  |

### الأغاني الوطنية
| الأغنية             | كلمات         | الحان         | توزيع         | العام |
| ------------------- | ------------- | ------------- | ------------- | ----- |
| لا يا عمان (مجموعة) | عمر ساري      | طوني قطان     | خالد مصطفى    | 2005  |
| اهل الهمة (الأردن)  | مادا فايز     | طوني قطان     | هيثم قعوار    | 2009  |
| راح ترجع فلسطين     | طوني قطان     | طوني قطان     | طوني قطان     | 2009  |
| فلسطيني             | طوني قطان     | طوني قطان     | احمد رامي     | 2015  |
| يا خيرة البلدان     | سليمان العساف | طوني قطان     | طوني قطان     | 2016  |
| فلسطيني             | وائل الشرقاوي | وائل الشرقاوي | وائل الشرقاوي | 2020  |
| هبوا الفلسطينية     | وائل الشرقاوي | وائل الشرقاوي | وائل الشرقاوي | 2021  |
| طلي يا شمس          | عمر ساري      | طوني قطان     | طوني قطان     | 2022  |
| يا عيني عالنشامى    | خالد النمري   | خالد النمري   | فادي الفحماوي | 2024  |
| أردني وأفتخر        | خالد النمري   | خالد النمري   | فادي الفحماوي | 2024  |
| أنا الفلسطيني       | وائل الشرقاوي | وائل الشرقاوي | وائل الشرقاوي | 2025  |
| النشامى وبس         | خالد النمري   | طوني قطان     | فادي الفحماوي | 2025  |

## حفلاته ومشاركاته
أبرز المهرجانات التي شارك فيها طوني قطان:
- مهرجان جرش - الأردن عام 2016 و2018 و2022 و2024 [15]
- اكسبو دبي - الامارات العربية المتحدة عام 2021 [16]
- مهرجان فلسطين السادس عشر - بريطانيا عام 2021 [17]
- مهرجان أم قيس - الأردن عام 2016 [18]
- مهرجان زرياب الدولي - ماليزيا عامي 2007 و2008 [19]
- مهرجان صيف عمان - الأردن عام 2007، 2008، 2009، 2010، 2011، 2012، 2015، 2016 [20] و2017 [21]
- مهرجان الأردن - الأردن عامي 2008 و2009 [22]
- مهرجان مونت كارلو الدولية للموسيقى - عام 2007.[23]
- مهرجان صيف فلسطين – رام الله - فلسطين عام 2007
- مهرجان اوكتوبر فيست - شفا عمرو - فلسطين عام 2017
- مهرجان نابلس - فلسطين عام 2008
- مهرجان صور - لبنان 2008
- مهرجان البرتقال - أريحا - فلسطين عام 2011
- مهرجان ليالي البحر الميت - الأردن عام 2011 و2012
- مهرجان التراث في بيرزيت - فلسطين عام 2012
- مهرجان ليالي القلعة - الأردن عام 2012 و2017.[24]
- احتفال «يوم الحياد» في 12 ديسمبر 2015 في العاصمة التركمانية «عشق آباد» وذلك بدعوة رسمية من دولة تركمنستان، وبحضور الرئيس التركماني قربان قولي بيردي محمدوف بالإضافة إلى حضور 12 رئيس دولة وبمشاركة عدد من النجوم العالميين منهم الاسطورة الإيطالي توتو كوتونيو والفنانة الروسية بولينا غاغارينا وعدد آخر من النجوم من تركيا وجورجيا وغيرها.[25]
- شارك في مغناة يا بلادي مع مجموعة من الفنانين الأردنيين والتي أداها امام ملك الأردن عبد الله الثاني بن الحسين في قصر الحسينية في العاصمة الأردنية عمان يوم احتفال عيد الاستقلال 76 للمملكة في 25 مايو 2022.[26]

كما وأحيا عدد كبير من الحفلات والمهرجانات في لبنان وسوريا ومصر وفلسطين والأردن وقطر وماليزيا وتركيا والسويد وتشيلي والولايات المتحدة وألمانيا وبريطانيا والامارات العربية المتحدة وغيرها.

## التمثيل
شارك طوني قطان كممثل في مسلسل «الحب الحب» بدور ناصر وهو مسلسل من إنتاج قناة رؤيا عام 2017 ومن إخراج محمد الحشكي وبطولة رجائي قواس وميساء عبد الهادي، كما قام بغناء تتر المسلسل.

## حياته الخاصة
طوني قطان هو الابن الأكبر لوالديه ولديه أخ واخت يصغرانه، كما أنه متزوج من الاعلامية الأردنية ومقدمة البرامج التلفزيونية دانا أبو خضر  منذ 14 ايلول 2011 وذلك خلال حفل ضخم في عمان حضره عدد من الشخصيات الاعلامية والفنية والدبلوماسية في الأردن. ولهم من الأبناء:
- «جيانا» مواليد 8 ايار 2016 [30]
- «جورج» مواليد 7 كانون الأول 2018 [31]

## معاناته مع المرض

### زراعة الكبد
اعلنت مصادر صحفية عربية عام 2010 ان طوني قطان يعاني من مرض تشمع الكبد، حيث ذكر الأطباء انه جاء نتيجة مرض عضوي مزمن ممكن ان يكون خلقيا ولد معه يدعى تصلب القنوات الصفراوية، والذي لا تظهر اعراضه إلا في المراحل النهائية التي يصبح فيها المريض بحاجة لاستبدال كبده التالف بكبد جديد عن طريق عملية زراعة الكبد، حيث لا يوجد أي علاج آخر لهذا المرض غير عملية زراعة الكبد. كما وذكرت المصادر نفسها بأن رانيا العبد الله ملكة الأردن تكفلت بعلاج قطان في مدينة الحسين الطبية في عمان.

اكدت تقارير اخبارية بان قطان كان يخضع منذ بداية العام 2013 للعلاج في إيطاليا وسيجري عملية لزراعة الكبد هناك. كما أكدت اخبار في 10-3-2014 أن الطبيب الجراح المسؤول عن إجراء عملية زراعة الكبد للفنان الشاب طوني قطان، بمستشفى زراعة الكبد في مدينة ميلان الإيطالية، قام بتأجيل إجراء العملية قبل دقائق من دخول قطان إلى غرفة العمليات، وذلك لاكتشاف الطبيب بعد ظهور نتائج فحوصات الكبد الجديد بأنه غير صالح لعملية الزراعة وقد يكون إجراء العملية فيه خطورة على حياة قطان، مما اضطره إلى تأجيل العملية لوقت لاحق للبحث عن متبرع جديد.
وفي النهاية خضع طوني قطان لعملية زراعة الكبد في مستشفى نجواردا بمدينة ميلان الإيطالية يوم 26 أبريل 2014 وهو يتمتع بصحة جيدة وعاد إلى ممارسة حياته الاعتيادية ونشاطاته الفنية.

### القلب المفتوح
اعلنت مصادر اعلامية بأن طوني قطان خضع لعملية قلب مفتوح لتبديل الصمام الأورطي، وذلك يوم الأحد 27 نوفمبر 2022 في العاصمة الأردنية عمان وانه في مرحلة التعافي بحسب منشور نشرته زوجته الاعلامية الأردنية دانا أبو خضر.

## كتب عنه
قامت زوجة طوني قطان الإعلامية والكاتبة الصحفية دانا أبو خضر بتأليف كتاب عن قصة حياتهما بعنوان على لائحة الانتظار عام 2016، يروي باختصار نشأتهما ورحلتهما في مجالات الاعلام والفن، كما يفرد القسط الأكبر منه لقصة صراعهما مع مرض أصاب طوني منذ سنوات.

## وصلات خارجية
- الموقع الرسمي
- Last FM Toni Qattan's Biography